# АС1
Автомотриса АС1 (автомотриса служебная, тип 1) — двухосная служебная автомотриса. 
Прототип автомотрисы АС1А. В различной литературе автомотрису АС1 именуют по-разному. Например, в книгах по путевым машинам её иногда называют автодрезиной. Однако, автономные самоходные вагоны с двигателями внутреннего сгорания более правильно называть автомотрисами.

## История
Автомотриса для служебных поездок серии АС1 разработана Калужским машиностроительным заводом МПС. При создании автомотрисы завод использовал опыт проектирования и эксплуатации строившихся им в 1932 — 1939 годах участковых автодрезин серии Уа. Первая автомотриса серии АС1 изготовлена в конце 1948 года. В дальнейшем Калужский завод выпускал эти автомотрисы в период с 1948 года по 1955 год. Известно о создании не менее чем 174 автомотрис АС1, полученные данные приведены в таблице:
| Год   | Количество |
| ----- | ---------- |
| 1948  | 1          |
| 1949  | 5          |
| 1950  | 31         |
| 1951  | 31         |
| 1952  | 26         |
| 1953  | 33         |
| 1954  | 27         |
| 1955  | 20         |
| Итого | 174        |

## Конструкция
Автомотрисы серии АС1 были оборудованы бензиновыми автомобильными двигателями ГАЗ-51 мощностью 70 л. с.; двигатель устанавливался в передней части автомотрисы. Вращающий момент от двигателя на заднюю движущую колёсную пару передавался при помощи осевого редуктора, реверса, коробки передач, сцепления и двух карданных валов. Колёса автомотрисы были цельнолитые (диаметром 600 мм), буксы имели роликовые подшипники. Автомотриса была оборудована электроосвещением, ручными и пневматическими тормозами и двумя постами управления.